# Eduardo de Lobkowicz
Eduardo de Lobkowicz (Nueva York, 12 de junio de 1926 - París, 2 de abril de 2010) fue un príncipe, diplomático y banquero austríaco-americano. Miembro de la Casa de Lobkowicz, fue embajador de la Soberana Orden Militar de Malta en el Líbano.

## Primeros años
Eduardo de Lobkowicz (en alemán: Lobkowitz) fue el primogénito del príncipe Eduardo José de Lobkowicz (1899-1959) y su mujer Anita Lihme (1903-1976). Fue ciudadano norteamericano por nacimiento. Fue bautizado con el nombre de María Eduardo Augusto José Guillermo Ignacio Patricio Huberto Gaspar.
Estudió en el Liceo San Luis Gonzaga de París. Desde 1944 a 1947, sirvió en el Ejército de los Estados Unidos. Cursó estudios en la Universidad de París y en Harvard.

## Matrimonio y familia
Contrajo matrimonio civil el 11 de diciembre de 1959 en Besson, Allier, Francia, con la princesa María Francisca de Borbón-Parma, hija mayor del príncipe Javier de Borbón-Parma, duque de Parma y pretendiente carlista al trono de España; y Magdalena de Borbón-Busset. La ceremonia religiosa tuvo lugar el 7 de enero de 1960 en Notre Dame de París; la cual fue la primera boda de un miembro de la casa de Borbón que se celebraba en la Catedral de París desde la boda de Carlos Fernando, duque de Berry y la princesa María Carolina de Napóles en 1816.
El matrimonio tuvo cuatro hijos:
- Príncipe Marie Edouard-Xavier Ferdinand Auguste Gaspard (18 de octubre de 1960, París - 27 de abril de 1984, Ivry-sur-Seine)[2]
- Príncipe Marie Robert Emanuel Joseph Michel Benoît Melchior (31 de diciembre de 1961, París - 29 de octubre de 1988, Bhannes, Líbano)[3]
- Príncipe Marie Charles-Henri Hugues Xavier Benoît Michel Edouard Joseph Balthazar (nacido el 17 de mayo de 1964 en París)
- Princesa Marie Gabrielle Anita Olga Thérèse Lisieux Gaspara (nacida el 11 de junio de 1967 en París); monja de la congregación de las Hijas de la Caridad.

El hijo mayor de Marie-Françoise, Edouard-Xavier, fue asesinado en París en 1984 en un atentado terrorista. Su segundo hijo, Robert Emanuel, murió en 1988 de un tumor cerebral.
Eduardo de Lobkowicz murió el viernes 2 de abril de 2010 en París. Su misa de funeral se ofició en la iglesia de Santo Tomás de Aquino.

## Distinciones
- Francia: Comendador de la Legión de Honor (2005)[4]
- Santa Sede: Comandante de la Orden del Santo Sepulcro[1]
- Santa Sede: Comandante de la Orden de San Gregorio Magno[1]
- Costa de Marfil: Oficial de la Orden Nacional de Costa de Marfil[1]
- Italia: Oficial de la Orden al Mérito de la República Italiana[1]
- Líbano: Gran Collar de la Orden Nacional del Cedro[1]
- Soberana Orden Militar de Malta: Caballero Gran Cruz con espadas de la Orden pro merito Melitensi[1]